# Cotesia ordinaria
Cotesia ordinaria är en stekelart som först beskrevs av Julius Theodor Christian Ratzeburg 1844.  Cotesia ordinaria ingår i släktet Cotesia och familjen bracksteklar. Inga underarter finns listade i Catalogue of Life.